# Meyer Turku
Die Meyer Turku Oy ist ein Schiffbauunternehmen, das im finnischen Turku-Perno eine Werft betreibt. Seit 2014 gehört das Unternehmen zur deutschen Meyer-Werftengruppe. Gleichzeitig steht Meyer Turku für die deutsche Meyer Turku GmbH mit Sitz in Papenburg. Diese Gesellschaft ist die Konzernobergesellschaft für die Werft in Rauma sowie weitere damit verbundene Unternehmen.
Die Werft in Turku-Perno ist mit einer Fläche von 144 Hektar eine der größten in Europa. Das Trockendock hat eine Länge von 365 Metern. Hier werden neben großen Kreuzfahrtschiffen der Postpanamax-Klasse auch Fährschiffe gebaut. Einen Namen hat sich das Unternehmen mit dem Bau der Allure of the Seas, des seinerzeit größten Kreuzfahrtschiffs der Welt, gemacht.

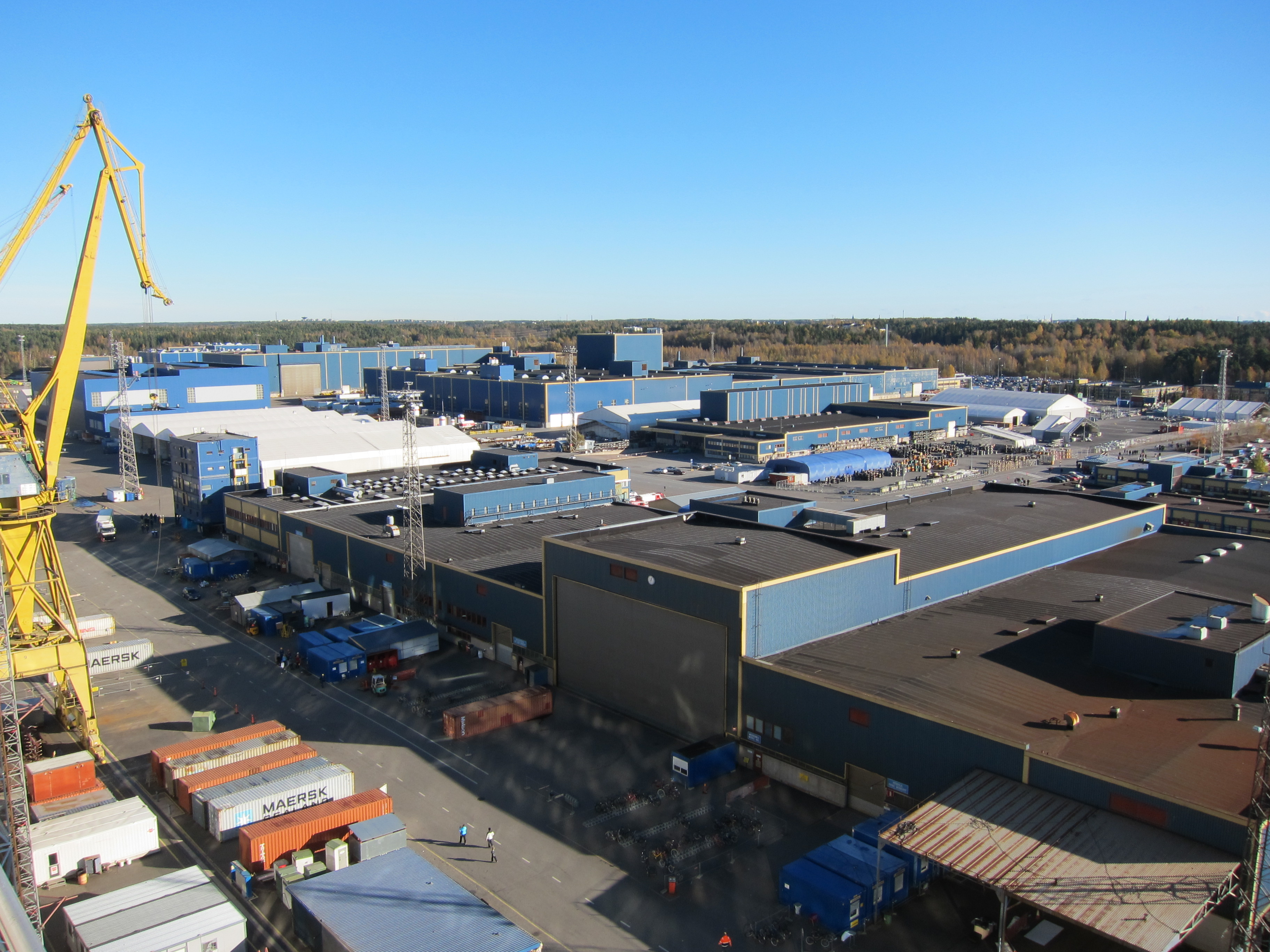
Werftgelände

## Geschichte

### Die Anfänge

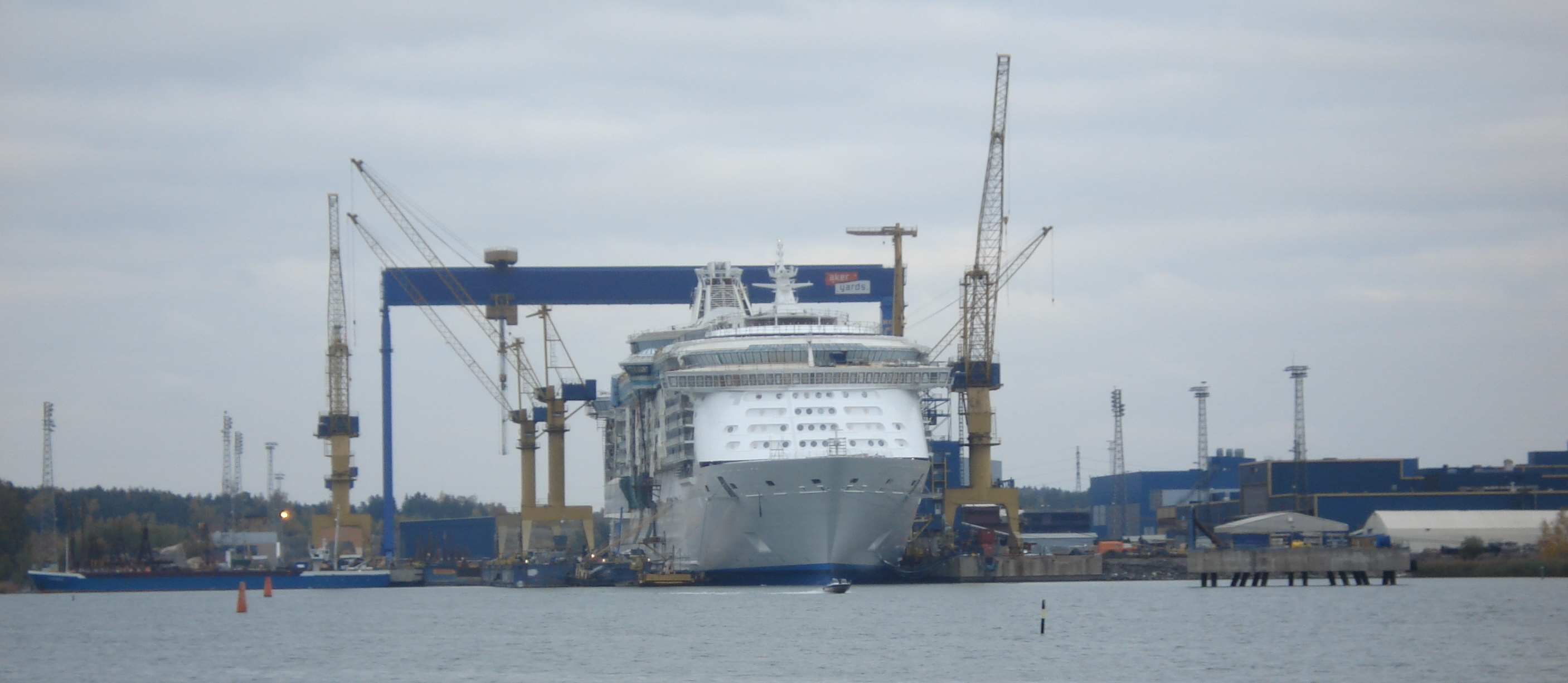
Neubau Independence of the Seas vor dem Dock (2007)

Schiffbau hat in Turku eine Tradition seit der ersten Hälfte des 18. Jahrhunderts. So wurde 1924 die Werft Crichton-Vulcan gegründet. Ab 1975/76 verlegte Wärtsilä den Schiffbau von Turku in die neue Werft im Stadtteil Perno. 1987 erfolgte ein Zusammenschluss mit der Schiffbausparte des vormals staatlichen Valmet-Konzerns, woraus die Wärtsilä Marine entstand. Zwei Jahre später war das Unternehmen bankrott. Die Auffanggesellschaft Turku New Shipyard wurde 1989 gegründet. Zunächst stand im Vordergrund, die zuvor begonnenen Schiffsbauten zu vollenden, jedoch wurden dann sämtliche Aktivitäten der vormaligen Wärtsilä-Werften vom Unternehmen Masa Yards übernommen.
Mitte der 1990er Jahre wurde Masa Yards vom norwegischen Kværner-Konzern aufgekauft und in Kværner Masa Yards umbenannt. Daneben war bereits 1991 in Rauma durch den Zusammenschluss zweier Werften die Finnyards entstanden, die vom ebenfalls norwegischen Konzern Aker gekauft und in Aker Finnyards umfirmiert wurde. Im Jahr 2000 gelang es Aker, den Konkurrenten Kværner zu übernehmen; es entstand das Unternehmen Aker Kværner. Ab 2002 wurde begonnen, die Schiffbauaktivitäten der beiden Konzerne zu bündeln. 2004 entstand die Aker Yard ASA, und zum 1. Januar 2005 wurden auch die Schiffbauaktivitäten in Finnland unter einem Dach zusammengefasst. Durch eine Verschmelzung der Kværner Masa Yards mit den Aker Finnyards entstand die neue Aker Finnyards Oy. Im Juni 2006 erfolgte eine weitere Umfirmierung in Aker Yards Oy.

### Übernahme durch STX Corporation

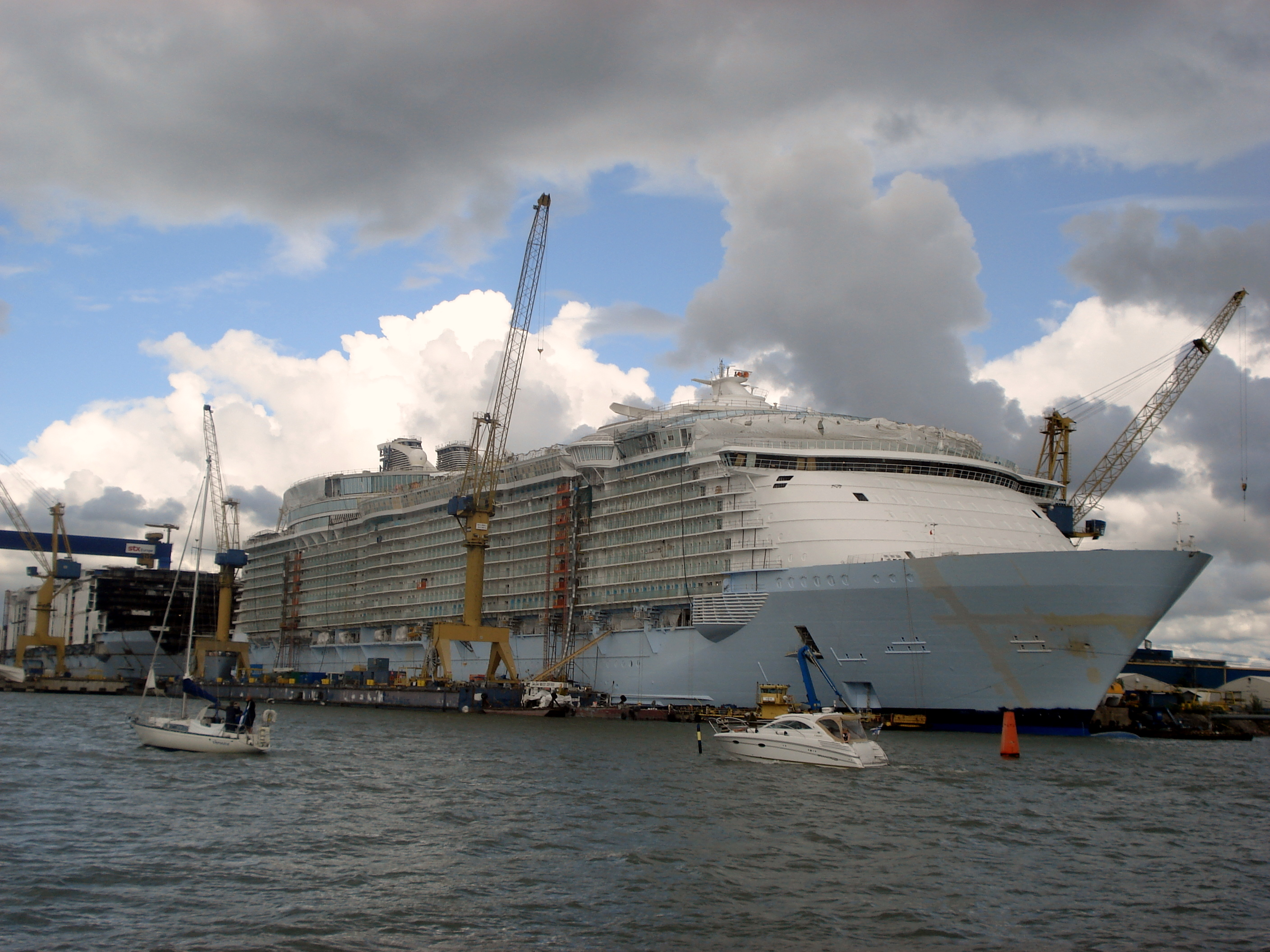
Neubau Oasis of the Seas am Ausrüstungskai (2009)

Im Jahr 2008 übernahm der südkoreanische Mischkonzern STX Corporation einen Mehrheitsanteil von Aker Yards. Aus dem finnischen Zweig wurde daraufhin die STX Finland Cruise Oy.
Zu den 19 Werften der STX Europe gehörten jetzt auch drei finnische Werften, neben Turku auch die Werften in Helsinki und Rauma. STX Finland hatte an den drei Standorten zusammen etwa 3800 Beschäftigte. Die Werft in Helsinki baute neben Kreuzfahrtschiffen und Eisbrechern auch große Fährschiffe. In Rauma werden neben Fährschiffen und kleineren Kreuzfahrtschiffen auch Mehrzweck-Eisbrecher und andere Spezialschiffe konstruiert.
Wegen hoher Verluste des Mutterkonzerns wurden ab 2012 die Werften der STX Europe verkauft. An der Werft Helsinki, heute Arctech Helsinki Shipyard, wurde das russische Unternehmen OSK mit 50 % beteiligt. Ende 2014 verkaufte STX auch seinen Anteil an die OSK. Die Werft in Rauma wurde im Juni 2014 geschlossen.

### Übernahme durch die Meyer Werft
Am 4. August 2014 bestätigte die Familie Meyer, Eignerfamilie der deutschen Meyer Werft, die Übernahme eines 70-%-Anteils an der Werft in Turku. Die Werft beschäftigte zu diesem Zeitpunkt 1350 Mitarbeiter. Gleichzeitig gab TUI Cruises den Auftrag für zwei Schiffe (Mein Schiff 5 und Mein Schiff 6) bekannt und sicherte sich zudem eine Option über den Bau zweier weiterer Kreuzfahrtschiffe, die im Juli 2015 in Festbestellungen umgewandelt wurden. Die Genehmigung der Übernahme durch die Finanzinstitute und das Kartellamt erfolgte im September 2014. Die restlichen 30 % blieben vorerst beim finnischen Staat. Im September war die Meyer Turku Oy perfekt. Im April 2015 übernahm die Meyer Werft auch die verbliebenen 30 Prozent vom finnischen Staat und ist somit 100-prozentiger Eigentümer der Meyer Turku OY.
Im April 2016 bestellte Meyer Turku einen 1200-Tonnen-Goliath-Portalkran bei Konecranes, der im November 2017 aufgestellt worden ist. Der Kran wurde am 19. Juni 2018 abgeliefert. Weiterhin wird auch der bestehende 600-Tonnen-Portalkran modernisiert werden. Insgesamt sollen dabei etwa 35 Millionen Euro investiert werden. Zudem sollen auch die Anlagen der „Piikkiö Works Oy“ für 17 Millionen Euro modernisiert werden. Dabei ist vorgesehen, ein neues Montagewerk zu errichten und das bestehende zu modernisieren. Weiterhin sollen für weitere 40 Millionen Euro ein neues Stahllager und eine neue Stahl-Vorbehandlungsanlage errichtet werden.
Im November 2018 beschäftigte die Werft 2000 Mitarbeiter. Im Zuge der COVID-19-Pandemie entließ Meyer Turku im Jahr 2020 250 Mitarbeiter. Gleichzeitig wurden die bisher bis 2025 bestehenden Aufträge bis 2026 gestreckt.

## Tochtergesellschaften
Meyer Turku besitzt drei Tochtergesellschaften. Die „Piikkiö Works Oy“ ist eine Kabinenfabrik in Piikkiö. „Shipbuilding Completion Oy“ in Turku ist auf den schlüsselfertigen Innenausbau öffentlicher Räume von Passagierschiffen spezialisiert. „ENG’nD Oy“ ist ein Ingenieur-Unternehmen in Rauma, das Dienstleistungen im Schiffbau und Offshore-Bereich anbietet.

## Eigentumsverhältnisse
Die Meyer Turku Oy befindet sich vollständig im Besitz der Turku Marine Industrie Holding Oy, ebenfalls mit Sitz in Turku. Die Turku Marine  gehört der Papenburger Schiffswerft Beteiligungsgesellschaft mbH mit Sitz in Papenburg. Die Papenburger Schiffswerft wiederum befindet sich vollständig im Besitz der Meyer Turku GmbH mit Sitz in Papenburg. Die Meyer Turku GmbH ist auch die Konzernobergesellschaft, die den Konzernabschluss aufstellt. Die Meyer Turku GmbH gehört einer deutschen Familienstiftung der Familie Meyer.

## Bauprogramm
Zum aktuellen Bauprogramm von Meyer Turku gehören weiterhin Kreuzfahrt- und Fährschiffe. 2017 wurde an das Unternehmen Tallink die Schnellfähre Megastar abgeliefert, die aus Gründen des Umweltschutzes auch mit Flüssiggas (LNG) betrieben werden kann. Bereits 2013 wurde die ebenfalls mit LNG betriebene Viking Grace abgeliefert.

### Aktuelle Projekte
| Ablieferung | Name                             | Vermessung (BRZ) | Auftraggeber/Eigner/Betreiber | Bemerkungen |
| ----------- | -------------------------------- | ---------------- | ----------------------------- | --- |
| 2025        | N.N. (NB 1406, Turva-Klasse)     | -                | Finnischer Grenzschutz        | Patrouillenboot Die Schiffe werden im Unterauftrag bei Baltic Operator in Danzig und Uusikaupunki Työvene gefertigt. |
| 2026        | Legend of the Seas (Icon-Klasse) | 250.000          | Royal Caribbean International | Kreuzfahrtschiff, 5000 Passagiere, LNG-Antrieb                                                                       |
| 2026        | N. N. (Turva-Klasse)             | -                | Finnischer Grenzschutz        | Patrouillenboot Die Schiffe werden im Unterauftrag bei Baltic Operator in Danzig und Uusikaupunki Työvene gefertigt. |
| 2027        | N. N. (Icon-Klasse)              | 250.000          | Royal Caribbean International | Kreuzfahrtschiff, 5000 Passagiere, LNG-Antrieb                                                                       |

2022 schloss Meyer Turku zudem mit der Royal Caribbean Group und der finnischen Regierung eine strategische Partnerschaft für einen innovativen und nachhaltigen Schiffbau in Finnland.